# USS MacLeish (DD-220)
Za druga plovila z istim imenom glejte USS MacLeish.
USS MacLeish (DD-220) je bil rušilec razreda Clemson v sestavi Vojne mornarice Združenih držav Amerike.
Rušilec je bil poimenovan po pomorskem častniku Kennethu MacLeishu.